# Maury M. Cohen
Pour les articles homonymes, voir Cohen.
Maurice Mair Cohen est un producteur américain né le 6 mars 1889 à Moscou en Russie,,, et mort le 16 septembre 1949 à Los Angeles en Californie.

## Biographie
Il fait ses études à Chicago. Il travaille dans l'industrie et le commerce avant de créer en 1925 la Invincible Pictures Corporation.
La Invincible va produire, comme la plupart des compagnies présentes sur Poverty Row, des films de série B, distribués par sa compagnie sœur, la Chesterfield Motion Pictures Corporation, présidée par George R. Batcheller. Les deux compagnies seront absorbées en 1935 par Republic Pictures. Toutefois cette fusion ne durera pas et dès 1936 Chesterfield et Invincible reprendront leur partenariat.
En 1937, Maury Cohen quitte la Invincible et devient producteur associé à la RKO.

## Vie privée
Un de ses enfants, Herbert Stanley Cohen, né à Los Angeles le 14 juin 1913, et mort le 14 juin 1939 à Los Angeles, a travaillé pour la RKO avec son père,,.

## Filmographie (producteur)
- 1932 : Escapade de Richard Thorpe
- 1933 : Twin Husbands de Frank R. Strayer
- 1933 : In the Money de Frank R. Strayer
- 1933 : By Appointment Only de Frank R. Strayer
- 1933 : Dance, Girl, Dance de Frank Strayer
- 1934 : The Ghost Walks de Frank R. Strayer
- 1934 : Port of Lost Dreams de Frank R. Strayer
- 1934 : Fugitive Road de Frank R. Strayer et Erich von Stroheim
- 1934 : Fifteen Wives de Frank R. Strayer
- 1934 : In Love with Life de Frank R. Strayer
- 1935 : Death from a Distance de Frank R. Strayer
- 1935 : Condemned to Live (en) de Frank R. Strayer
- 1935 : Society Fever de Frank R. Strayer
- 1935 : One in a Million de Frank R. Strayer
- 1935 : Public Opinion de Frank R. Strayer
- 1935 : Symphony of Living de Frank R. Strayer
- 1936 : Ellis Island de Phil Rosen
- 1936 : It Couldn't Have Happened (But It Did) de Phil Rosen
- 1936 : Easy Money de Phil Rosen
- 1936 : Three of a Kind de Phil Rosen
- 1936 : Brilliant Marriage de Phil Rosen
- 1936 : Murder at Glen Athol de Frank R. Strayer
- 1936 : The Bridge of Sighs de Phil Rosen
- 1936 : Tango de Phil Rosen
- 1937 : Quick Money de Edward Killy
- 1937 : Danger Patrol de Lew Landers
- 1937 : Living on Love de Lew Landers
- 1937 : The Big Shot de Edward Killy
- 1938 : Double Danger de Lew Landers
- 1939 : La inmaculada de Louis J. Gasnier